# 卡爾克湖
53°03′01″N 12°47′41″E / 53.050297°N 12.794669°E

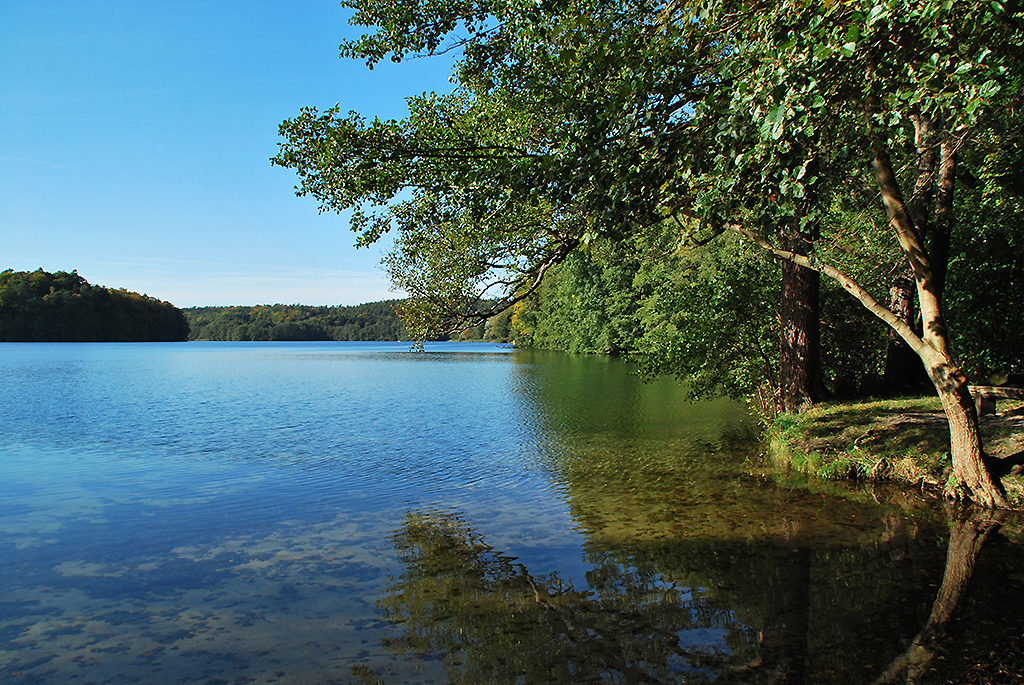

卡爾克湖（德語：Kalksee），是德國的湖泊，位於該國西南部，由勃蘭登堡州負責管轄，處於東普里格尼茨-魯平縣，長1.4公里、寬0.7公里，面積0.55平方公里，海拔高度54米，最大水深22米，水體容量419萬立方米。